# A Man Called Otto
A Man Called Otto is een Amerikaanse komedie-dramafilm uit 2022, geregisseerd door Marc Forster. De film is een remake van de Zweedse film En man som heter Ove uit 2015, die gebaseerd was op de gelijknamige roman uit 2012 van Fredrik Backman. De hoofdrol wordt vertolkt door Tom Hanks.

## Verhaal
Na de dood van zijn vrouw Sonya ziet de 63-jarige weduwnaar Otto die in Pittsburgh woont, nauwelijks nog enige zin in zijn leven. Hoewel hij dagelijks zijn rondjes door de buurt blijft maken en zijn medemensen instrueert over goede afvalscheiding en verkeerd geparkeerde auto's, onderhoudt de gepensioneerde nauwelijks intermenselijke contacten en komt hij chagrijnig en onbeschoft over op zijn buren. Otto haalt herinneringen op aan Sonya en voelt het verlangen om bij haar te zijn, en wil een einde aan zijn leven maken. Verschillende van zijn zelfmoordpogingen worden echter verstoord door de nieuwe naburige familie Mendes, die net het huis aan de overkant is ingetrokken.
Otto wordt door de ouders Marisol en Tommy herhaaldelijk om hulp gevraagd bij problemen in het huishouden en bouwt aanvankelijk met tegenzin een relatie op met het gezin. Op sommige avonden past hij op hun twee dochters Luna en Abbie, op andere dagen geeft hij Marisol rijlessen. Door hun vriendschap krijgt Otto tijdelijk nieuwe moed om het leven onder ogen te zien en neemt hij ook een straatkat in huis. Maar als hij Marisol op een dag over zijn vrouw Sonya vertelt, keert zijn chagrijnige toestand terug.
Otto probeert zichzelf neer te schieten, maar deze keer wordt hij onderbroken door de jonge krantenbezorger Malcolm. Hij was ooit leerling van Sonya, herkende Otto op straat en vraagt nu de gepensioneerde om onderdak omdat zijn vader hem eruit heeft gezet vanwege zijn transseksualiteit. Otto geeft de tiener onderdak en geeft uiteindelijk zijn zelfmoordplannen op. De volgende dag hoort Otto van zijn kennis Jimmy dat de buren Anita en Reuben op het punt staan door een groot vastgoedbedrijf uit hun huis te worden gezet. Samen met andere buren vestigt Otto de publieke aandacht op de illegale activiteiten van het bedrijf en kan zo de gedwongen onteigening voorkomen.
Omdat Otto al tientallen jaren aan een hartziekte leed, ging zijn gezondheid in de daaropvolgende jaren achteruit. Marisol en Tommy, die inmiddels ouders zijn geworden van een derde kind en Otto in hun gezin hebben geïntegreerd, treffen de gepensioneerde op een dag levenloos aan in zijn huis. Otto had bepaald dat al zijn bezittingen in handen zouden komen van de familie Mendes en dat zijn geld zou worden gebruikt voor de schoolopleiding van de kinderen.

## Rolverdeling
| Acteur              | Personage                |
| ------------------- | ------------------------ |
| Tom Hanks           | Otto Anderson            |
| Mariana Treviño     | Marisol                  |
| Rachel Keller       | Sonya                    |
| Manuel Garcia-Rulfo | Tommy                    |
| Mike Birbiglia      | de Dye & Merika makelaar |
| Cameron Britton     | Jimmy                    |
| Mack Bayda          | Malcolm                  |
| Juanita Jennings    | Anita                    |
| Peter Lawson Jones  | Reuben                   |
| Kelly Lamor Wilson  | Shari Kenzie             |
| Christiana Montoya  | Luna                     |
| Alessandra Perez    | Abbie                    |
| Truman Hanks        | jonge Otto               |

## Release

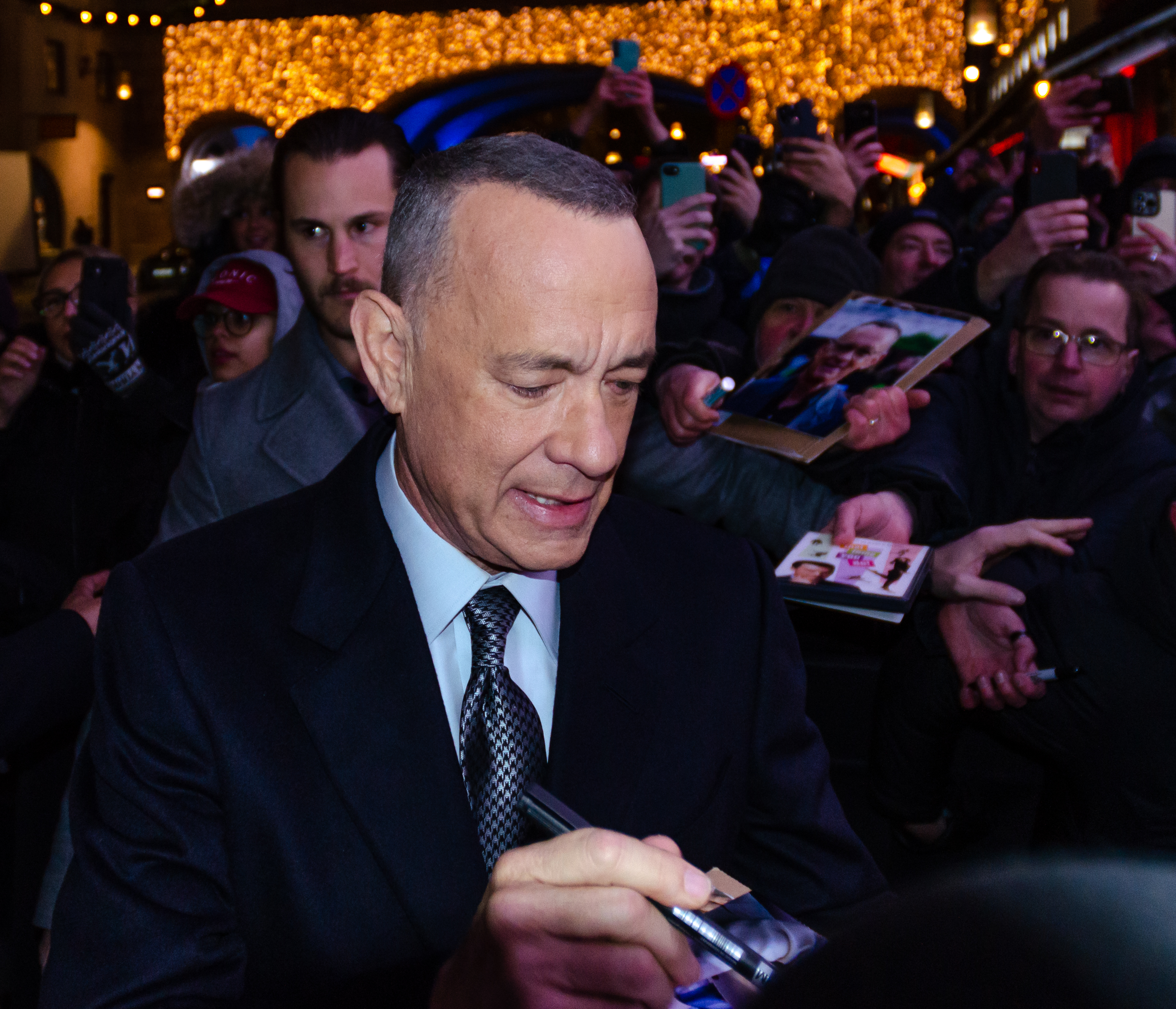
Tom Hanks bij de première in Stockholm van de film "A man Called Otto".

De film ging in première op 13 december 2022 in Stockholm. De film werd op 23 december 2022 uitgebracht in Mexico en vervolgens een week later in de Verenigde Staten.

## Ontvangst
Op Rotten Tomatoes heeft A Man Called Otto een waarde van 70% en een gemiddelde score van 5,7/10, gebaseerd op 209 recensies. Op Metacritic heeft de film een gemiddelde score van 51/100, gebaseerd op 36 recensies.

## Prijzen en nominaties
De belangrijkste:
| Jaar | Prijs                           | Categorie                             | Genomineerde(n)                       | Uitslag     |
| ---- | ------------------------------- | ------------------------------------- | ------------------------------------- | ----------- |
| 2022 | Hollywood Music in Media Awards | Best Original Song — Independent Film | Rita Wilson, voor: "Till You're Home" | Genomineerd |
| 2023 | Golden Rooster Awards           | Beste buitenlandse film               | Beste buitenlandse film               | Genomineerd |